# 미시 엘리엇
미시 앨리엇(Missy Elliot, 1971년 7월 1일~)은 미국의 래퍼이다. 그는 미국에서 약 700만 장의 앨범을 팔았으며, 여성 래퍼 최초로 6장의 앨범을 낸 래퍼이다.
또한 그는 넘버원 히트싱글들인 The Rain (Supa Dupa Fly)', 'Hot Boyz', 'Get Ur Freak On', 'One Minute Man', 'Work It', 'Gossip Folks', 'Pass That Dutch', 'Lose Control', 'Ching-a-Ling'이 있다. 그는 작곡가 일을 하기도 한다. 그의 절친한 동료인 프로듀서인 팀바랜드가 그의 전속 프로듀서이다.

## 음반 목록
- Supa Dupa Fly(1997)
- Da Real World(1999)
- Miss E… So Addictive(2001)
- Under Construction(2002)
- 'This Is Not a Test!(2003)
- 'The Cookbook(2005)

## 같이 보기
- 대중음악의 별명 목록